# Shantungosaurus
Shantungosaurus var ett släkte växtätande dinosaurier inom familjen hadrosauridae som levde i regionen som idag är Kina i slutet av krita. Dinosauriesläktets namn härstammar från Shandong, där de första fossilen hittades.
Den enda beskrivna arten är Shantungosaurus giganteus. Den var antagligen växtätare som levde på marken.
Shantungosaurus-liknade sina amerikanska släktingar Maiasaura och Anatotitan, och var en av de allra största hadrosaurierna. Dess längd kunde uppgå till ca 15 meter och dess massa till runt 16 ton. Själva storleken var troligen Shantungosaurus bästa skydd från samtida rovdjur, exempelvis Tarbosaurus.
Exemplarens nos påminde om en näbb och i käkarna fanns över hundra tänder. Antagligen bildade individerna hjordar.